# Placekicker

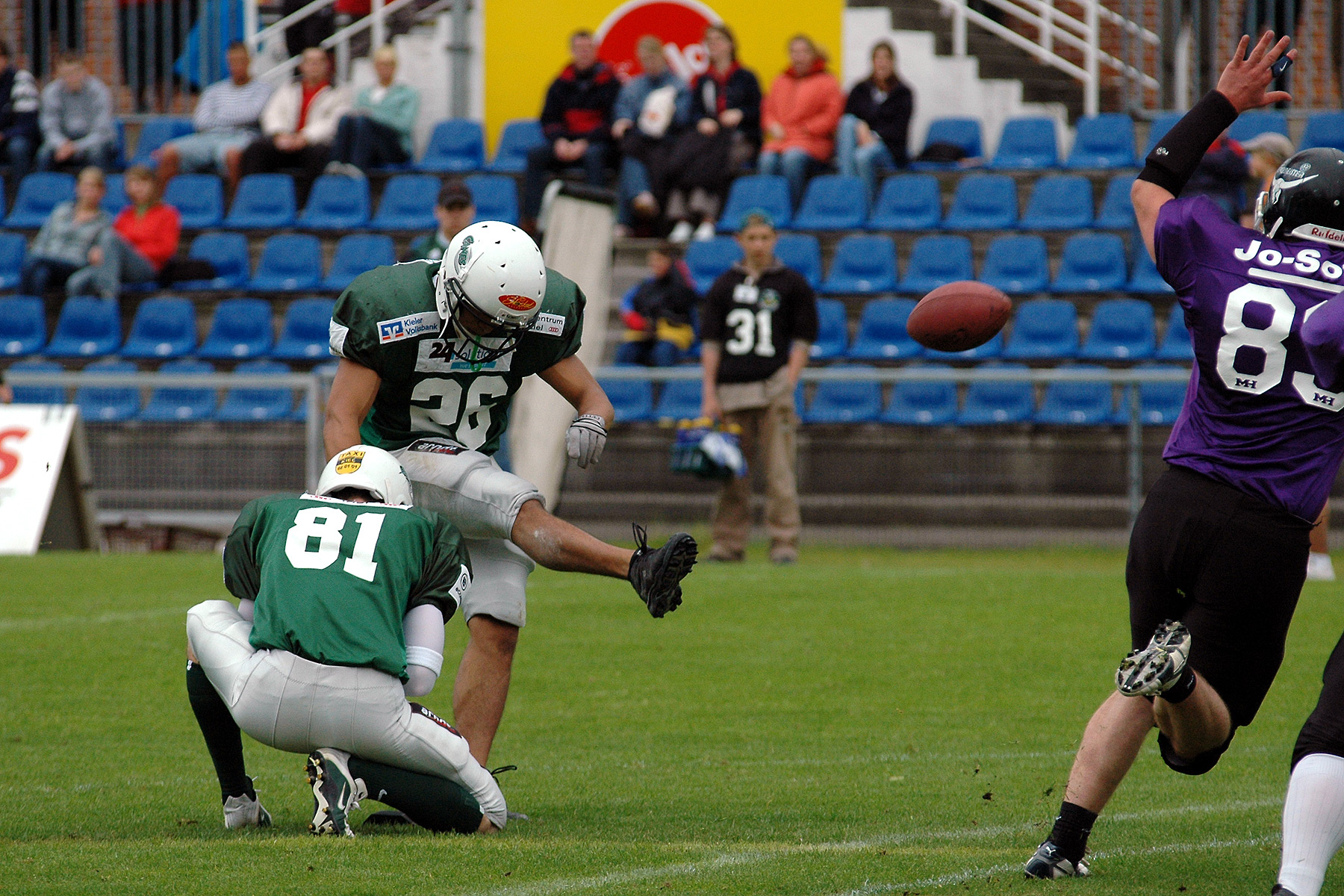
Een placekicker trapt de bal in een poging een fieldgoal te maken.

Een placekicker (of kortweg kicker) is een speler in het American en Canadian football. Een kicker behoort tot het speciale team dat ingezet wordt tijdens specifieke spelmomenten.
Dit type speler is een specialist in het trappen van de bal en wordt ingezet voor het maken van fieldgoals en extra punten. Hierbij moet de placekicker de bal tussen de palen en boven de lat zien te trappen. Een fieldgoal levert het team 3 punten op. Een extra punt is een fieldgoal die als bonus na een touchdown wordt gegeven en levert 1 punt op. Kickers zijn vaak ook verantwoordelijk voor kick-offs, waarbij de bal aan het begin van elke helft door middel van een trap het spel in wordt gebracht.
Een kicker trapt een bal vanaf de grond. Om de bal verticaal overeind te houden, worden verschillende methoden toegepast. Bij een fieldgoal wordt de bal door een holder met één of twee handen vastgehouden. Bij een kick-off wordt de bal vanuit een balhouder getrapt.
Aanval: Quarterback · Wide receiver · Tight end · Center · Guard · Offensive tackle · Running back · Fullback · H-back

Verdediging: Defensive tackle · Defensive end · Nose tackle · Linebacker · Defensive back

Speciale teams: Placekicker · Punter · Long snapper · Holder · Punt returner · Kick returner · Gunner